# Джон Лорд
Джон Дуглас Лорд (англ. Jon Douglas Lord; 9 червня 1941, Лестер, Англія — 16 липня 2012, Лондон, Англія) — англійський композитор та клавішник. Відомий як учасник груп Artwoods, Flower Pot Men, Deep Purple, Paice, Ashton & Lord, Whitesnake. З 2002 року зосередився на сольній кар'єрі.
Творчості Джона Лорда властиве використання Хаммонд-органа, а також помітний вплив композиторів-академістів і джазу.
Помер Джон Лорд 16 липня 2012 року в лікарні. У 2014 році в місті Ужгород було встановлено пам'ятник, єдиний в Україні (робота М. Колодко), відомому виконавцю.

## Дискографія

### Сольні роботи
- Gemini Suite (1972)
- Windows (1974; c Эберхардом Шёнером)
- Sarabande (1976)
- Before I Forget (1982)
- Country Diary of an Edwardian Lady (1984)
- Pictured Within (1998)
- Beyond The Notes (2004)
- Durham Concerto (2008)
- Boom of the Tingling Strings (2008)
- To Notice Such Things (2010)

### З Deep Purple
- Shades of Deep Purple (1968)
- The Book of Taliesyn (1968)
- Deep Purple (1969)
- Concerto for Group and Orchestra (1969)
- In Rock (1970)
- Fireball (1971)
- Machine Head (1972)
- Made in Japan (1972)
- Who Do We Think We Are (1973)
- Burn (1974)
- Stormbringer (1974)
- Come Taste the Band (1975)
- Perfect Strangers (1984)
- The House of Blue Light (1987)
- Nobody's Perfect (1988)
- Slaves & Masters (1990)
- The Battle Rages On (1993)
- Come Hell or High Water (1994)
- Purpendicular (1996)
- Abandon (1998)
- In Concert with the London Symphonic Orchestra (1999)

### З Whitesnake
- Live at Hammersmith (1978)
- Trouble (альбом Whitesnake) (1977)
- Lovehunter (1979)
- Ready an' Willing (1980)
- Live...In the Heart of the City (1981)
- Come an' Get It (1981)
- Saints & Sinners (1982)
- Slide It In (1984)

### C Hoochie Coochie Men
- Live at the Basement (2003)
- Danger. White Men Dancing (2007)

### Інше
- Art Gallery (1966, с The Artwoods)
- Concerto For Group & Orchestra (1969, з Deep Purple)
- Gemini Suite Live (1970, c Deep Purple)
- The Last Rebel (1971, саундтрэк c Тоні Ештоном)
- First of the Big Bands (1974, з Тоні Ештоном
- Malice in Wonderland (1977, с Paice, Ashton & Lord)
- The Country Diary Of An Edwardian Lady (1984, з Альфредом Ралстоном)
- BBC Radio 1 Live in Concert (1992 з Paice, Ashton & Lord)
- BBC Radio 1 Live in Concert (1993, з Тоні Ештоном)
- Durham Concerto (2007)

### Як запрошений музикант
- Nazareth, Rampant, (1974)
- Грем Боннет, Line Up (1981)
- Джордж Гаррісон, Gone Troppo (1982)
- Козі Пауелл, Octopus (1983)
- Девід Гілмор, About Face (1983)
- Елвін Лі, Detroit Diesel (1986)
- Джордж Гаррісон, Brainwashed (2002)